# 朝鮮LGBT權益
同性戀以及跨性別者在北韓名义上並不違法，但政府並不承認也不保护LGBT的權利，并将同性恋文化视为西方的产物。

## 刑法
北韓的刑法典並沒有明確禁止兩個成人間的私人非商業性的自願同性性行為。而最低合法性交年齡應為16歲，但該法條似乎僅僅是用來規定異性性行為。
對同性戀與不符標準的性別表達「實際上」的限制可能會來自於一項措辭含糊的法律，該法禁止任何被政府當作是「反社會主義的生活方式」。这意味着事實上在某种情境之下，同性之間的性行為是會被法律制裁的，而且會被判死刑。根據「韓國時報」的報導，北韓已經依據該法處決了一些同性戀者。

## 憲法
最後修訂於2013年的北韓憲法，保障其公民許多公民、文化、經濟和政治上的權利，其中就包括「在國家和公共活動的所有領域享有平等權利」。

## 家庭政策
在北韓，同性戀的觀念在絕大多數人們的印象中並不存在，因為這並不是平常社會上會討論的話題。對國內研究人類性行為的學者而言，官方的觀點是認為這是資產階級的「變態反常行為」，只存在於資本主義社會當中，並且根據GlobalGayz.com，「很有可能所有〔在北韓的〕的男女同性戀者都是被適應或被脅迫進入〔異性戀〕婚姻，他們習慣了如此生活，從來沒有試著理解心中矛盾的心情」。
據報導，自從1990年代起，北韓政府開始願意對婚前性行為及通姦「裝作沒看見」，只不過這種程度的社會自由主義似乎並不適用於LGBT族群。
近年，有部份逃離北韓的脫北者有在韓國公開出櫃的紀錄。

## 媒體控制及審查
在朝鲜，国内媒体内容多集中在政治宣传和对领导人的个人崇拜。此外，朝鲜政府严格限制人民使用外國媒體，处罚观看和收藏外国刊物、書籍、電影、電視劇、電腦軟件、網頁及其他傳媒的行为，使得朝鲜社会几乎没有公开的个人情感及色情的宣传。
因此，在异性恋文化都会受到严格控制的情况下，关于性少数者的正面描寫，以及争取LGBT族群的權利的言论表达更加无法找到公开合法的表达途径。在朝鲜社会，任何對同性戀的公開談論就算不違法，也是高度的禁忌。
朝鮮友好協會则表示：
根據朝鮮的傳統，不管任何性傾向的個人，在公開場合表達愛意，都是違反當地的習俗。作為一個已經接受科學及理性主義的國家，朝鮮民主主義人民共和國（下稱DPRK）承認很多個體都有可能生來就帶有同性戀的遺傳性狀，並且應受到應有的尊重。如同世界各地許多資本主義的地區，朝鮮民主主義人民共和國的同性戀者從來不會受到壓制。然而，北韓同時也很強調社會和諧及道德。因此，DPRK拒絕接受西方流行的同性戀文化中的各項特色，因為這被很多人認為是接納消費主義、古典主義以及濫交。

## 軍隊
軍法強制規定所有徵召入伍的人必須在服役的前10年保持獨身。據報導，男性軍人經常打破此規則，從事一些偶發的同性或異性感情，這類的同性關係被認為是一種境遇性性行為，而非一種性傾向。在俄烏戰爭期間，俄羅斯戰俘指曾目睹兩名北韓士兵手牽手，以及當眾接吻。

## 政治宣傳
朝鲜反對聯合國性傾向與性別認同議題，该议题呼籲世界範圍各国将同性性行為除罪化，並排除以性傾向等各類歧視作為進行處決的理由。朝鲜反对理由尚不明确，但通常认为和俄罗斯保守主义以及前苏联带来的斯大林体制有关。
朝鲜的宣傳，幾乎總是將同性戀描述成一種西方，尤其是美國道德墮落的一項特徵。在《平壤的暴風雪》（朝鲜语：평양에서 눈보라，2000年出版）中也描述了一个1968年被捕獲的美國间谍船普韋布洛號船員乞求朝鲜政府允許他們進行同性性行為的故事。
「船長，先生，同性戀是我實現自我的方法。既然這麼做對貴國政府及貴國都沒有任何傷害，阻止我和喬納森（Jonathan）從事一些屬於我們私人生活的一部份的行為是不公平的。」
〔北韓軍人回答：〕「這是我們共和國的領土，在此我們的人民享受有助於人類的生活。在這片土地上這種行為不會被容忍。」
 — 「平壤的暴風雪」，2000年
在2014年，聯合國人權理事會發布了一份關於朝鲜人權問題的報告，並建議提交給國際刑事法院，在此之後，朝鲜官媒朝鮮中央通訊社（KCNA）以一篇报道回應該文章，對已經出柜的作者邁克爾·柯比進行恐同侮辱，声称柯比是“有40多年同性恋丑闻、现已年过古稀还急着要嫁给同性人的老色狼”，朝中社的文章中还提到同性婚姻与同性恋「絕不可能在健康思想和美德伦理蔚然成风的朝鲜民主主义人民共和国中出現，更何況同性戀即使是在西方國家也是社会争议的对象。而一个同性恋者要“主管”朝鲜的所谓“人权问题”，实在令人哭笑不得。」。

## 總表
| 同性性行為合法                                     | （歷史上沒有反同性戀法律的記載） |
| 平等的最低合法性交年齡                             | （法律上沒有記載年齡的差異）     |
| 職場上的反歧視法律                                 | No                               |
| 在提供商品及服務的反歧視法                         | No                               |
| 其他全部領域的反歧視法（包括間接歧視、仇恨言論等） | No                               |
| 同性婚姻                                           | No                               |
| 承認同性伴侶                                       | No                               |
| 同性伴侶對繼子女的收養                             | No                               |
| 同性伴侶的共同收養                                 | No                               |
| 男女同性戀允許在軍隊中公開服役                     | （因為採行徵兵制度）             |
| 改變法定性別的權利                                 |                                  |
| 女同性戀可以使用試管嬰兒                           | No                               |
| 男同性戀伴侶的商業代孕                             | No                               |
| MSM可以捐血                                        | No                               |